# Archidiocèse de Shkodër-Pult
L’archidiocèse de Shkodër-Pult est une circonscription ecclésiastique de l’Église catholique en Albanie. De grande ancienneté, il fut créé au IVe siècle comme diocèse de Skodra (en Illyrie romaine) et devint un archidiocèse en 1867. Il changea de nom et devint ‘Shkodër-Pult’ en 2005. L’archidiocèse a deux suffragants : les diocèses de Lezhë et Sapë. Giovanni Peragine (de) en est le titulaire actuel. 

## Histoire
Le premier évêque dont on connaisse le nom est un certain Bassus, évêque en 387. Le diocèse dépendait alors du siège primatial de Salonique. Lorsque l’empereur Justinien I transféra le siège primatial, Skodra devint suffragant de Achrida et, durant le Moyen Âge, de Dioclea.  
De 1063 à 1886, les noms de 53 évêques de Scutari sont connus, mais aucun des XIe et XIIe siècles. 
En 1867, le diocèse fut réuni à l’archidiocèse d’Antivari (aujourd’hui Bar au Monténégro) par le pape Pie IX qui érigea Scutari en archidiocèse métropolitain. L’administrateur apostolique de Bar, de 1834 à 1855, Karl Pooten (de Teveren, en Allemagne) fut fait premier archevêque de Scutari en 1867. Il mourut à Scutari le 15 janvier 1886.
Peu après, le 23 octobre 1886, Scutari fut séparé de Bar (en) tout en restant archidiocèse métropolitain avec trois suffragants : Alessio (Lezhë), Sappa (Sapë) et Pulati (Pult). D’autres diocèses de la région disparurent ou furent supprimés, ainsi celui d’Ulcinium (Ulcinj, Dulcigno) qui fut occupé par les Turcs (1571). Également: Suacium (Svač, Šas), Dinnastrum et Balazum. Ulcinum et Suacium sont aujourd’hui sièges titulaires. 
Le 25 janvier 1930, par le bref ‘Incumbentis Nobis’ le pape Pie XI redéfinit les frontières des archidiocèse de Scutari et diocèse de Sapë.

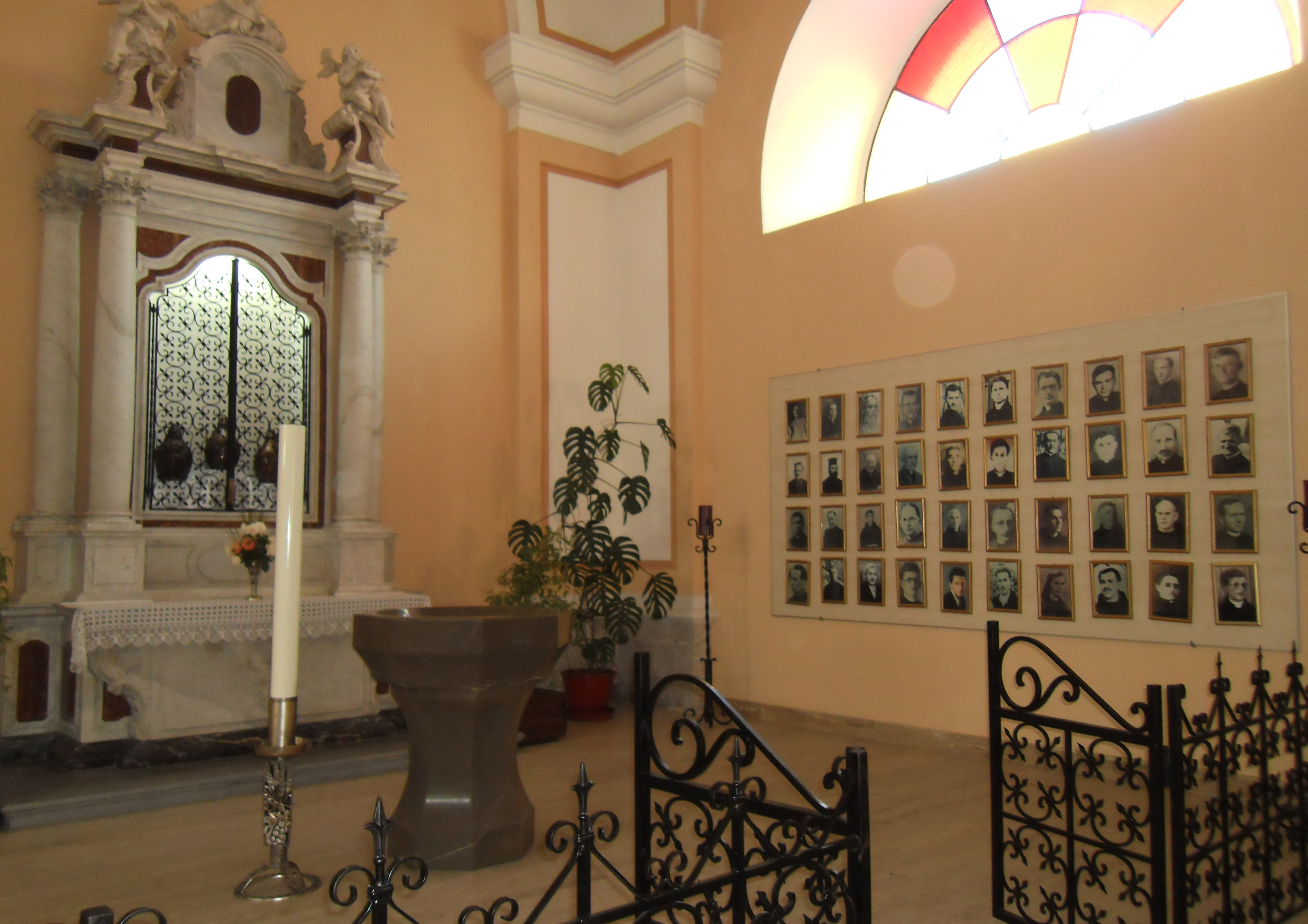
Un autel latéral de la cathédrale de Shkodër est dédié aux martyrs d'Albanie, prêtres et laïcs, morts ou disparus sous le régime communiste.

Après la Seconde Guerre mondiale, l'Église catholique souffre considérablement des persécutions infligées par le régime communiste d'Enver Hoxha qui, en 1967, avait officiellement déclaré l'Albanie être le 'premier pays athée du monde'. Tous les lieux de cultes sont fermés. Le moindre acte religieux, tel un baptême, même célébré en privé, est passible de la peine de mort. Très nombreux sont les prêtres de Shkodër qui sont emprisonnés, morts de mauvais traitements ou simplement disparus.  
L’archidiocèse est réuni à celui de Pult le 25 janvier 2005, et la nouvelle circonscription prend le nom actuel de ‘archidiocèse de Shkodër-Pult’.
Les 38 martyrs d'Albanie y sont béatifiés le 5 novembre 2016 lors de la cérémonie qui y est présidée par le cardinal Angelo Amato,.

## Édifices remarquables
On trouve dans le territoire de l’archidiocèse, à Scutari (ou Shkodër) :
- la cathédrale Saint-Étienne, son siège ;
- le sanctuaire Notre-Dame-du-Bon-Conseil, seul lieu[3] en 2022 désigné sanctuaire national[4] par la Conférence épiscopale d’Albanie.

## Archevêque
- Lazër Mjeda (1869-1935), archevêque de Shkodër.

## Source
- Annuario pontificio, Libreria editrice vaticana, Città del Vaticano, 2010, p. 688.